# Peter Sykes
Peter Sykes (17 de juny de 1939 - 1 de març de 2006) va ser un director de televisió i cinema australià que va treballar principalment al Regne Unit. Segons Filmink, "els crítics d'autor sempre semblen deixar-lo de banda."

## Biografia
Va néixer a Melbourne i va treballar com a ballarí, després com a ajudant de direcció de documentals i programes infantils a la televisió australiana. Es va traslladar a Londres el 1963.
Va escriure a un compatriota australià, Donald Levy, admirant un documental que Levy havia fet anomenat Time In. Sykes va treballar per a Levy com a assistent a la pel·lícula Herostratus. Sykes va fer de becari durant 18 mesos a la BBC i després va fer el documental Walkabout to Cornwall.
Va rebre l'encàrrec de fer una sèrie de pel·lícules per a l'exposició del pavelló britànic a l'Expo 67 de Mont-real. La sèrie es va anomenar Britain Around the World. Això el va portar a conèixer Peter Brook que va convidar Sykes a produir Tell Me Lies.

### Cinematografia
Max Steuer admirava Walkabout to Cornwall i va convidar Sykes a dirigir The Committee. Segons Sight and Sound la pel·lícula "va tenir una carrera artística bastant reeixida, encara que controvertida" i tot i ser "la part superior pesada amb diàlegs teatrals força pretensiosos... contenia bones seqüències i estava muntada amb una mica d'estil." Kenneth Tynan la va qualificar d'"admirable".
A partir d'això, se li va demanar a Sykes que dirigís alguns episodis de The Avengers. Sykes va recordar que li van dir: "Mira, hem vist aquesta pel·lícula. No l'entenem, però sembla fantàstica, l'ambient és increïble. Vindries a dirigir The Avengers? Ell diu: "Va ser un passaport per fer una cosa completament diferent.." Un dels seus episodis d' Avengers, "Noon Doomsday", va ser molt elogiat. Sykes havia de dirigir una pel·lícula de guerra, The Rules of War, però això va fracassar i, en canvi, va dirigir Venom, que va anomenar "una fantasia romàntica amb tints de terror".

### Hammer
Sykes va ser contractat per Hammer per dirigir Blood Will be Blood que es va convertir en Demons of the Mind (1972). Va fer dues comèdies per a EMI, The House in Nightmare Park amb Frankie Howerd, i Steptoe and Son Ride Again.
Sykes va tornar a la televisió per Orson Welles Great Mysteries. Va escriure Beware the Darkness.
Va dirigir l'última de les pel·lícules de terror de Hammer, To the Devil a Daughter (1976).

### Darrers anys
Sykes va anar a França el 1977 per dirigir la sèrie Magicians of the Future. Tenia la intenció de tornar a Austràlia per dirigir Eddie and the Breakthrough (també conegut com Eddie and the Lucky Peanut), però la pel·lícula mai es va fer.
Va anar a Israel per dirigir Jesús.
Sykes va anar a Grècia per fer The Search for Alexander the Great i després a Irlanda per a la segona sèrie de The Irish R.M..
Va fer The Lost Secret per a la BBC i The Defectors per a Video Arts
A la dècada de 1990 va ensenyar guió a la Universitat de Winchester alhora que va dirigir per a la televisió danesa.
Va morir l'any 2006.

## Filmografia seleccionada
- South Bank (1964) (documental) - editor ajudant
- Walkabout to Cornwall (1966) (documental sobre surfistes) - director
- Britain Around the World (1967) (17' curt documental) - director
- The Avengers (1967–68) (sèrie de televisió) - director
- Tell Me Lies (1968) - documental sobre l'onra US - productor executiu
- The Committee (1968) - director, guionista
- Venom (aka The Legend of Spider Forest) (1971) - director
- Demons of the Mind (1972) - director
- The House in Nightmare Park (1973) - director
- Steptoe and Son Ride Again (1973) - director
- Orson Welles Great Mysteries (1973–74) (sèrie de televisió) - director
- To the Devil a Daughter (1976) - director
- Les magiciens du futur (1978) (Telefilm) - director
- Jesus (1979) - director
- Emmerdale (1980) (sèrie de televisió) - director
- The Search for Alexander the Great (1981) (sèrie de televisió) - director
- The Blues Band (1981) - director
- The Irish R.M. (1984) (sèrie de televisió) - director
- The Lost Secret (1985) - director
- MAC Satellite Broadcasting (1988) (documental) - director
- The Other Britain (1989) (documental) - director
- Castle of Holstebro (1990) - director
- The Merger (1995) (telefilm) - director
- Kaosmos (1996) (telefilm danès) - director